# Kocielnik
Kocielnik – kolonia wsi Morzyczyn-Włóki w Polsce, położona w województwie mazowieckim, w powiecie węgrowskim, w gminie Sadowne.
W latach 1975–1998 kolonia należała administracyjnie do województwa siedleckiego.
Wierni kościoła rzymskokatolickiego należą do parafii św. Jana Chrzciciela w Sadownem.